# Accord d'Achnacarry

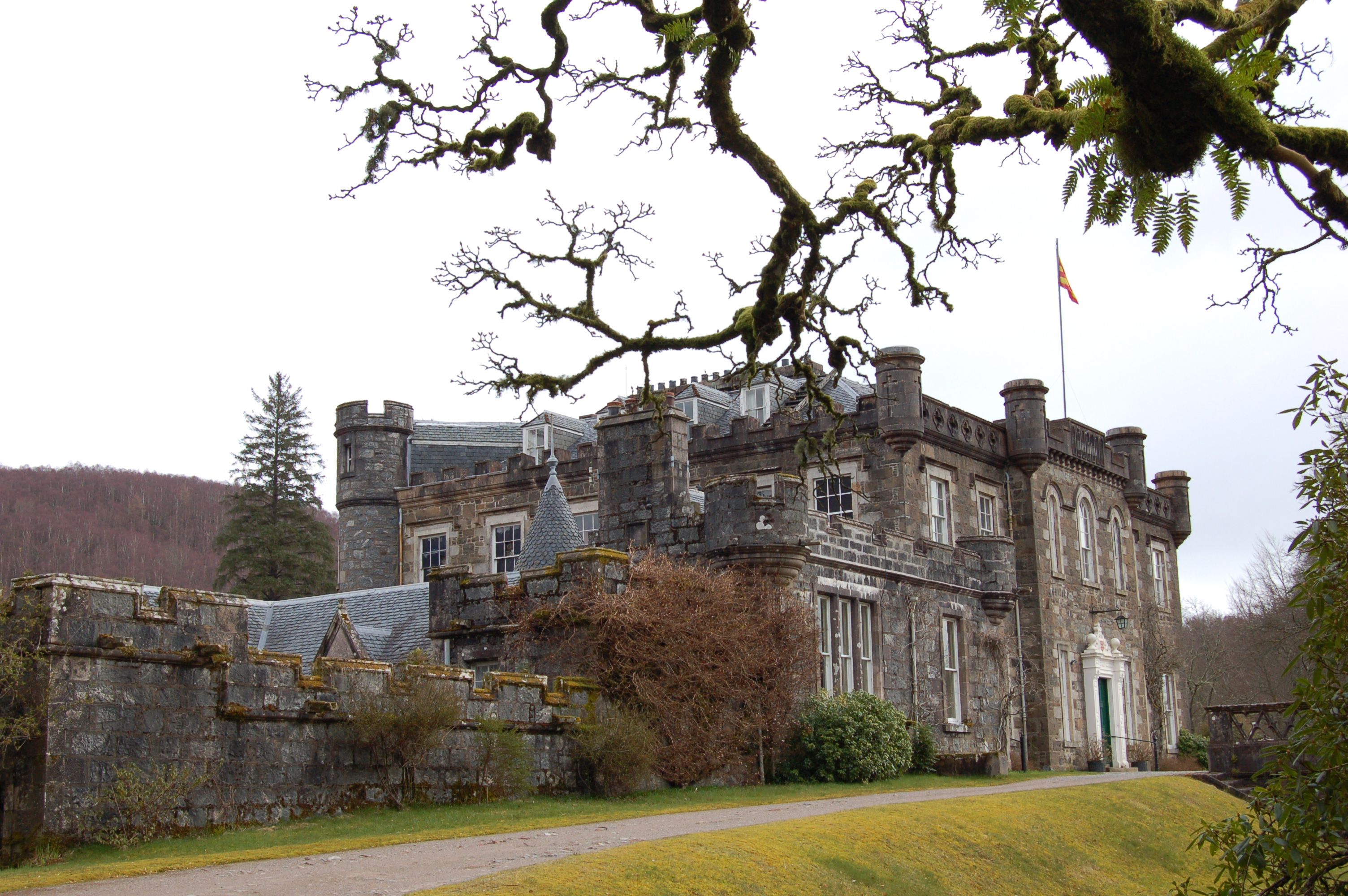
Château d'Achnacarry, où l'accord a été signé.

L’accord d'Achnacarry, également appelé As-Is Agreement, est un accord conclu  le 17 septembre 1928 entre la Standard Oil of New Jersey, la Royal Dutch Shell et l'Anglo-Persian Oil Company au château écossais d'Achnacarry à la suite d'une réunion secrète tenue le 28 août 1928 à l'initiative d’Henri Deterding de la Royal Dutch Shell. Cet accord, auquel se joindront quatre autres majors, la Standard Oil of California, la Standard Oil of New York, la Gulf Oil et Texaco, suit l'accord du même genre dit « de la ligne rouge » signé par les partenaires de la compagnie pétrolière turco-irakienne le 31 juillet de la même année.

## Entente
En 1928, trois compagnies pétrolières, à savoir l’américaine, la Standard Oil de Rockefeller, et les anglaises, l’Anglo-Persian Oil Company et la Royal Dutch-Shell dominaient le marché mondial du pétrole. Cette position a été consolidée par l’accord d’Achnacarry, connu sous le nom « Pool Association », ou encore « As-Is Agreement », ou, en français, Accord « Tel Quel ». Cet accord sans écrit, donc sans aucune signature, "resta secret jusqu'en 1952". Dans le château écossais d’Achnacarry se réunirent Henri Deterding de Royal Dutch-Shell, Walter Teagle de Standard Oil, Heinrich Riedmann de Jersey, Sir John Cadman d’Anglo-Persian Oil, William Larimer Mellon de Gulf Oil, le colonel Robert Stewart de Standard Oil of Indiana et Calouste Gulbenkian, dit « Monsieur 5 % ». Aussitôt, trois autres puissantes compagnies, à savoir la Texaco Oil Corporation, la CFP et l’Atlantic Oil connue aussi sous le nom Atlantic Petroleum, les rejoignirent. Ces sociétés constituèrent ainsi un cartel puissant qui domina le monde du pétrole jusqu’en 1971, date à laquelle le Chah d’Iran commença à se rebeller contre les compagnies pétrolières. 
Cette entente conclue entre les principales compagnies pétrolières de l'époque (à l'issue d'une partie de chasse) stipule :
- l'engagement, par les membres de l'entente, de stabiliser leurs parts respectives du marché mondial au niveau de 1928, avec relèvement des parts au prorata de la demande, en cas d'augmentation générale de la demande,
- l'utilisation en commun des usines et des installations déjà en place,
- la construction d'installations supplémentaires seulement si l'accroissement de la demande l'exige,

[…]
- la suppression à la base, c'est-à-dire au puits ou à la raffinerie et par les producteurs eux-mêmes, de toute production excédentaire,
- l'élimination de toutes mesures ou dépenses de nature compétitive, propres à augmenter sensiblement les prix de revient ou de vente[8].

Le contrat, que l’on appelle encore aujourd’hui des « sept sœurs » (Seven Sisters, cette dénomination est introduite par Enrico Mattei dans les années 1950), marque la naissance d'un vrai cartel du pétrole. 
En 1952, la Federal Trade Commission procéda à une enquête approfondie sur les pratiques commerciales des compagnies pétrolières. L'enquête révéla notamment cet accord secret en opposition à la règlementation anti-trust. Un courrier de J. Edgar Hoover signala que la publication de ce dossier serait favorable à la propagande soviétique ; le président Harry S. Truman demanda alors l'interruption de l'enquête criminelle.

## Les compagnies pétrolières (les « sept sœurs ») et leurs représentants
- la Standard Oil of New Jersey (devenue Esso, puis Exxon, puis ExxonMobil États-Unis) de Walter C. Teagle (en),
- la Royal Dutch Shell (Pays-Bas et Royaume-Uni) d’Henri Deterding,
- l'Anglo-Persian Oil Company, devenue BP (Royaume-Uni) de John Cadman (en)
- la Standard Oil of California (Socal), devenue Chevron (États-Unis)
- la Standard Oil of New York (Socony), devenue Mobil puis ExxonMobil (États-Unis)
- la Gulf Oil, absorbée par Chevron
- la Texaco, fusionnée avec Chevron